# 高知県公立大学法人
高知県公立大学法人（こうちけんこうりつだいがくほうじん、英: Kochi Prefectural Public University Corporation）は、高知県が設立した公立大学法人。高知県立大学（旧高知女子大学、1949年設立）、高知工科大学（1997年設立）の設置者である。

## 概要
総務大臣及び文部科学大臣の認可を受け、高知県が設立団体となって発足した「特定地方独立行政法人以外の地方独立行政法人」である。なお、高知県が設立団体である公立大学法人としては、公立大学法人高知工科大学（2009年設立、2015年に本法人との合併により消滅） に次いで二番目にあたる。

### 沿革
＜主な出典：＞
公立大学法人高知工科大学
- 2009年3月19日 - 総務大臣及び文部科学大臣が当該法人設立を認可。
- 2009年4月1日 - 公立大学法人高知工科大学を設立、高知工科大学の運営を開始した。（公設民営方式の）私立大学から公立大学への移行は全国初。
- 2014年10月14日 - 高知県議会9月定例会で「高知県公立大学法人と公立大学法人高知工科大学との吸収合併に関する議案」を可決。
- 2015年1月30日 - 高知工科大学に関する高知県公立大学法人への設置者変更を文部科学省大臣が認可。
- 2015年3月31日 - この日の終わりをもって法人消滅。

高知県公立大学法人
- 2011年3月23日 - 総務大臣及び文部科学大臣が本法人設立を認可。
- 2011年4月1日 - 高知県公立大学法人を設立、県立2大学（高知県立大学、高知短期大学）の運営を開始した。
- 2015年4月1日 - 本法人を存続法人として公立大学法人高知工科大学と合併し、県立3大学（高知県立大学、高知工科大学、高知短期大学）を運営。法人の主たる事務所（本部）を高知市池2751番地1から高知市永国寺町2番22号へ移転。
- 2020年2月3日 - 高知短期大学に関する文部科学大臣の廃止認可（この日をもって閉学とする[9]）。

## 設置している諸学校

### 大学
- 高知県立大学（旧高知女子大学）
- 高知工科大学

## かつて設置していた諸学校

### 大学
- 高知短期大学 - 1953年開学、2020年閉学[10]。